# 13404 Norris
A 13404 Norris (ideiglenes jelöléssel 1999 RT177) a Naprendszer kisbolygóövében található aszteroida. A LINEAR projekt keretében fedezték fel 1999. szeptember 9-én.